# Kaplica gotycka w Policach
Kaplica gotycka na pl. Bolesława Chrobrego w Policach – pozostałość po XIII/XIV-wiecznym kościele Najświętszej Marii Panny istniejącym tu do końca XIX wieku, a następnie rozebranym. Jest zwana również „małym kościółkiem”.

## Historia i architektura

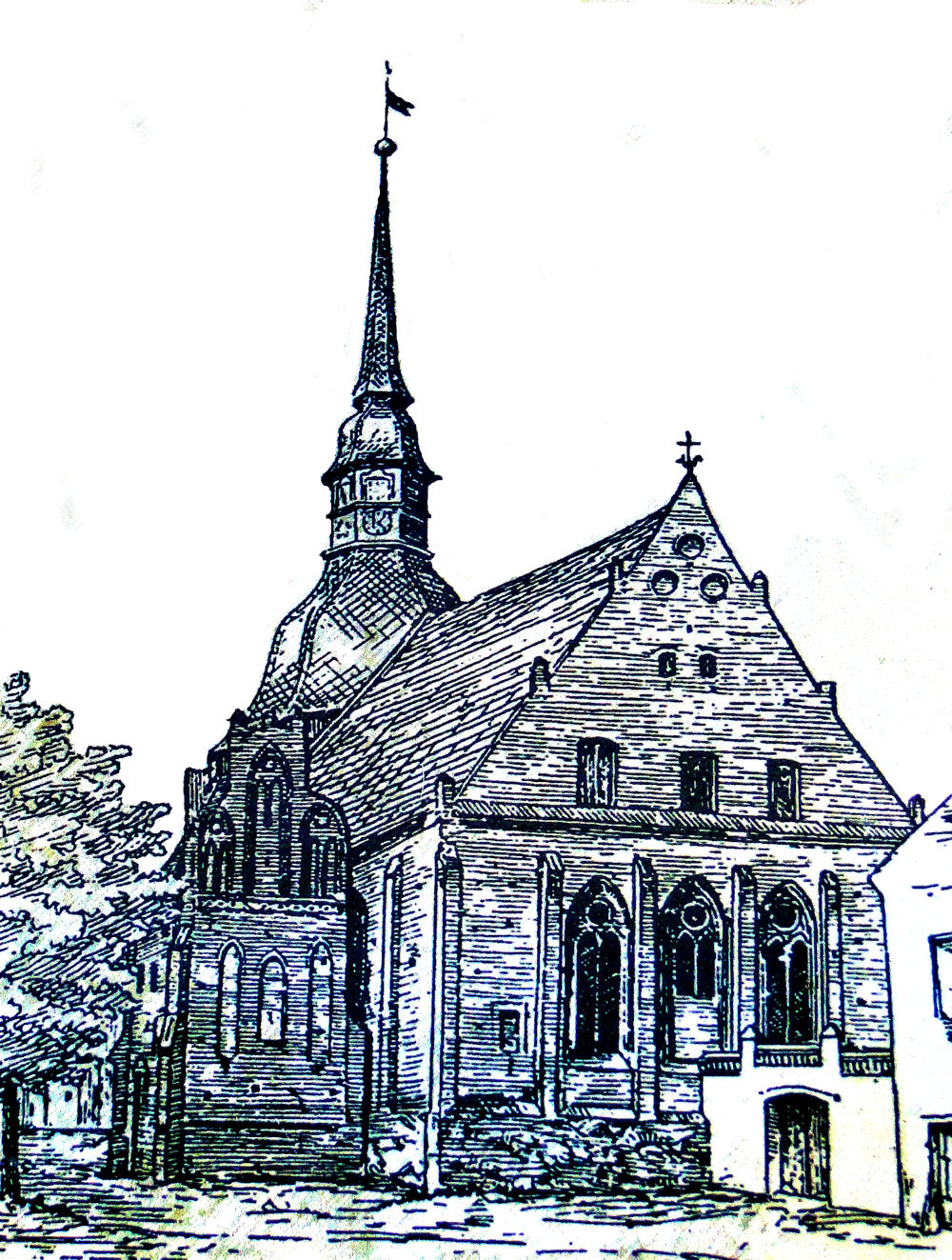
Rycina E. Wechselmanna z 1884 r. przedstawiająca nieistniejący kościół mariacki wraz z zachowaną gotycką kaplicą

Znajduje się na rynku Starego Miasta. Kaplica pierwotnie przylegała do południowej ściany kościoła rozebranego w 1895 roku z powodu złego stanu technicznego. Uskokowy portal i blendy to główne ozdoby południowej ściany kaplicy. Dopóki przy kościele znajdował się cmentarz (do ok. 1500 roku), kaplica pełniła funkcję kostnicy. Następnie ustawiono w niej ołtarz, który był tu do roku 1910. W 2007 roku w kaplicy znajdował się obiekt handlowy (sklep jubilerski). Przy kaplicy jest zakryte obecnie płytami zejście do kościelnych podziemi. W II poł. 2009 r. rozpoczęto renowację kaplicy, dodatkowo została wykonana iluminacja obiektu. Obie inwestycje zostały zakończone z początkiem grudnia 2009. Renowację sfinansowano z funduszy gminy Police i powiatu polickiego. W czerwcu 2010 w kaplicy otwarto Centrum informacji Turystycznej i Kulturalnej.
Kaplicę wybudowano na kamiennym fundamencie z głazów narzutowych. Nakryto ją dachem dwuspadowym, równoległym do osi dawnego kościoła. Zewnętrzne ściany były bogato zdobione fryzem i ceramiką. W elewacji wschodniej znajduje się ostrołukowe okno, umieszczone pomiędzy ostrołukowymi blendami. W szczycie umieszczono trzy blendy w układzie piramidalnym. Elewacja zachodniej wygląda podobnie, jedyną różnicą jest szczyt ozdobiony czterema ostrołukowymi blendami. W elewacji południowej znajduje się ostrołukowy portal, z rozglifionymi ościeżami. Po prawej stronie znajduje się ostrołukowe okno, obecnie zamurowane. Powyżej umieszczono ostrołukowe blendy w układzie arkadowym.

## Turystyka
Od 2010 roku kaplica jest siedzibą Centrum Informacji Turystycznej i Kulturalnej. Obok budowli znajduje się punkt początkowy Szlaku Polickiego PTTK.
Do kaplicy można dojechać autobusem komunikacji miejskiej. Kursują tu pojazdy linii 101, 102, 103, 106, 109, 110, 111, 524 i 526 oraz linii podmiejskich LS, LP i LD.